# Edward Bagnall Poulton
Edward Bagnall Poulton (27 de enero de 1856 - 21 de noviembre de 1943) fue un zoólogo, y biólogo evolutivo británico. En 1893, se convirtió en profesor titular de Zoología en la Universidad de Oxford en 1893.
Darwiniano, colaboró con los trabajos de Alfred Russel Wallace (1823-1913).

## Familia
El hijo de Poulton, Ronald Poulton-Palmer rugbista internacional por Inglaterra, murió en la Primera Guerra Mundial. Y su hija, Janet Palmer, casada con Charles Symonds in 1915; falleció en 1919.

## Honores
- Miembro de la Royal Society, en junio de 1889[4]
- Medalla Darwin, en 1914
- Medalla linneana por la Sociedad Linneana de Londres en 1922. La presidió de 1912 a 1916.
- Knighted en 1935.[5]
- Presidente de la British Association for the Advancement of Science (BAAS), 1937

## Algunas publicaciones
- 1890. The Colours of Animals
- 1904. "What is a species?", (Presidential address to the Entomological Society of London, enero de 1904), Proc. Ent. Soc. Lond. 1903
- 1908. Essays on Evolution
- 1915. Science and the Great War: The Romanes Lecture for 1915, Clarendon Press, Oxford